# Kelly van Zon
Kelly van Zon (* 15. September 1987 in Oosterhout) ist eine niederländische Para-Tischtennisspielerin. Sie ist zweifache Paralympiasiegerin, vierfache Europameisterin und dreifache Weltmeisterin. Seit 2008 wird sie durchgehend unter den besten 10 der IPTTF-Weltrangliste geführt und steht seit November 2015 ohne Unterbrechung auf Platz 1.

## Werdegang
Kelly van Zon wurde mit einem Hüftdefekt geboren, weswegen sie einen Beinlängenunterschied von elf Zentimetern und reduzierte Muskelfunktionen in beiden Beinen hat. Sie begann im Alter von neun Jahren beim TTV BSM Dongen mit dem Tischtennissport. Mit vierzehn Jahren trat sie in den B-Kader ein. Sie spielt heute im A-Kader. Erstmals trat sie 2003 international auf. Am 9. Juni 2009 gewann die Niederländerin Gold bei der Europameisterschaft in Genua. Sie besiegte die Russin Natalia Martijaschewa im Finale mit 3:2. Mit dem Titelgewinn bei der Europameisterschaft 2011 in Split, qualifizierte sie sich direkt für die Paralympics 2012 in London. Dort gewann sie Gold, indem sie Julija Owsijannikowa (Russland) im Finale besiegte. 2016 verteidigte Van Zon nach einem Finalsieg über Kubra Korkut (Türkei) ihren Titel. 2019 sicherte sich die Niederländerin einige Medaillen auf der Para World Tour.

## Titel und Erfolge im Überblick

### Paralympische Spiele
- 2008 in Peking: Bronze in der Einzelklasse 6/7
- 2012 in London: Gold in der Einzelklasse 7
- 2016 in Rio de Janeiro: Gold in der Einzelklasse 7

### Weltmeisterschaften
- 2006 in Montreux: Silber in der Einzelklasse 6/7
- 2010 in Gwangju: Gold in der Einzelklasse 7
- 2014 in Peking: Gold in der Einzelklasse 7
- 2018 in Lasko: Gold in der Einzelklasse 7

### Europameisterschaften
- 2005 in Liso di Jeolo: Silber in der Einzelklasse 6/7
- 2007 in Kranjska Gora: Bronze in der Einzelklasse 6/7
- 2009 in Genua: Gold in der Einzelklasse 6/7, Bronze mit der Mannschaft in Klasse 6–8
- 2011 in Split: Gold in der Einzelklasse 7, Bronze mit der Mannschaft in Klasse 6/7
- 2015 in Vejle: Gold in der Einzelklasse 7
- 2019 in Helsingborg: Gold in der Einzelklasse 7

## Privat
Neben ihrem Profisport studiert sie Marketing und Kommunikation am Johan Cruijff College in Nijmegen. Sie lebt in Arnhem.